# Miguel Anxo Fernández Lores
Miguel Anxo Fernández Lores (nascido a 7 de Junho de 1954) é um médico espanhol e, desde Julho de 1999, o actual Presidente da Câmara de Pontevedra, representando o Bloco Nacionalista Galego (BNG).

### Outros artigos
- Presidentes da Câmara Municipal de Pontevedra